# Вилијамсон (Ајова)
Вилијамсон (енгл. Williamson) град је у америчкој савезној држави Ајова. По попису становништва из 2010. у њему је живело 152 становника.

## Демографија
Према попису становништва из 2010. у граду је живело 152 становника, што је -11 (-6.7%) становника више него 2000. године.
| Група             | 2000.        | 2010.       |
| Белци             | 163 (100.0%) | 145 (95,4%) |
| Афроамериканци    | 0 (0,0%)     | 1 (0,7%)    |
| Азијати           | 0 (0,0%)     | 0 (0,0%)    |
| Хиспаноамериканци | 0 (0,0%)     | 7 (4,6%)    |
| Укупно            | 163          | 152         |